# 柚木秀夫
柚木 秀夫（ゆき ひでお、1951年12月18日 - ）は、埼玉県出身の元プロ野球選手（投手）。

## 来歴・人物
中学時代から投手として活躍。中学時代の実績を評価して誘いのあった前橋工業高に進学する。高校時代は1968年、2年の時に控え投手として夏の甲子園に出場。2回戦（初戦）で智辯学園高に敗退するが、リリーフ投手として登板した。3年の夏は北関東大会準決勝に進出するが、宇都宮学園高に敗れる。高校同期に佐野仙好三塁手、片貝義明捕手がいた。 
高校卒業後は、社会人野球の電電東京に入団。スリークォーターからのストレートに威力があり、コントロールもよかったことから、南海ホークスがスカウトし1970年オフにドラフト外で入団した。
しかし、プロ入り後は芽が出ず、ファームでも出番がないまま1974年に戦力外となった。同年オフに、読売ジャイアンツの入団テストを受け移籍。
登録は選手だったが、実質は打撃投手であった。その後、貴重な左腕の打撃投手としてチームを裏から支えていた。

## 詳細情報

### 年度別投手成績
- 一軍公式戦出場なし

### 背番号
- 59 （1971年 - 1974年）
- 69 （1975年 - 1976年）
- 89 （1977年 - 1979年）
- 93 （1980年 - 1987年）
- 114 （1989年 - 1990年）